# Samsung SGH-U600
Samsung SGH-U600 là chiếc điện thoại di động được chế tạo bởi công ty Samsung Electronics, nó là một phiên bản của dòng điện thoại Ultra Edition II. U600 được thiết kế với kích thước siêu mỏng: 10.9 mm, chỉ đứng sau Samsung SGH-E840 với 10.6 mm. Máy có nhiều phiên bản với màu sắc khác nhau như: Ngọc bích, Xanh/đỏ, Trắng/bạc, Vàng/đen.

## Tổng quan
- Mạng: GSM 850/900/1800/1900 Mhz
- Chi sẻ dữ liệu bằng công nghệ Bluetooth
- Thẻ nhớ ngoài MicroSD hỗ trợ tối đa 2GB
- Bộ nhớ trong 60MB
- Nhạc chuông đa âm MP3
- Speakerphone
- Hỗ trợ chơi nhạc định dạng MP3, AAC/AAC+, WMA
- Camera kỹ thuật số với độ phân giải 3.2 megapixel, đèn LED, tự động lấy nét
- Quay/xem phim định dạng MPEG-4, 3gp
- Java games
- Khả năng đọc/duyệt tập tin văn bản như PDF/Word/Excel... thông qua phần mềm Picseel Vieewee
- Lịch, máy tính, đồng hồ bấm giờ
- FM Radio
- Trình duyệt WAP 2.0/xHTM
- Hỗ trợ GPRS Class 10 (4+1/3+2 slots), 32 - 48 kbps và EDGE Class 10, 236.8 kbps
- Pin chuẩn, Li-Ion 690 mAh
- Thời gian chờ: 250 giờ
- Thời gian đàm thoại: 3 giờ 30 phút